# 坎塔维耶哈
坎塔维耶哈，是西班牙阿拉贡自治区特鲁埃尔省的一个市镇。总面积125平方公里，总人口759人（2001年），人口密度6人/平方公里。